# Aufstand im Morgengrauen
Aufstand im Morgengrauen (Originaltitel: A Terrible Beauty) ist ein US-amerikanisch-britisches Filmdrama aus dem Jahr 1960. Der Regisseur Tay Garnett inszenierte das Kriegsdrama nach dem Roman A Terrible Beauty von Arthur Roth, der 1958 veröffentlicht wurde.

## Handlung
Während des Zweiten Weltkrieges arbeiten Teile der IRA in Nordirland mit den Deutschen zusammen. Dadurch sollen die sechs nordirischen Provinzen von Großbritannien gelöst werden. In dem Städtchen Duncrana lebt Dermot O’Neill, ein friedliebender Mann, der durch die Erzählungen seines Vaters Patrick über den irischen Osteraufstand von 1916 beeinflusst ist.
Dermots langjähriger Freund Sean Reilly und der verbitterte Don McGinnis, der an einem Klumpfuß leidet, drängen Dermot dazu, sich der IRA anzuschließen. Die Bedenken seiner Verlobten Neeve Donnelly und seines Freundes Jimmy Hannafin lassen Dermot zuerst kalt. Doch schon bald beginnt er die Moralvorstellungen der Organisation zu hinterfragen.
Während eines Anschlages wird einer von Dermots Kameraden getötet. Sean wird verwundet, wird aber von Dermot in Sicherheit gebracht. Doch als Sean versucht, nach Hause zu gelangen, wird er von den Briten gefangen genommen und ins Gefängnis gesperrt. Don weigert sich, einen Angriff auf das Gefängnis zur Befreiung Seans zu starten. Stattdessen lässt er eine benachbarte Kaserne angreifen und bringt dadurch unschuldige Frauen und Kinder in Gefahr. Dermot, der den Anschlag verurteilt, informiert die Polizei und verlässt die IRA. Er wird als Verräter angesehen und soll getötet werden. Doch Jimmy, Neeve und Dermots Bruder Neil können ihn retten. Mit Neeve flüchtet Dermot schließlich nach Liverpool.

## Kritik
Das Lexikon des internationalen Films sah in dem Film „eine eher zwiespältige Auseinandersetzung mit politisch motivierter Gewalt.“
Eugene Archer von der New York Times schrieb, der Film entwickele schon früh eine viel versprechende Ausgangssituation. Doch die dramaturgische Struktur sei zu schwankend. Ein kurzes Abgleiten in ein nicht überzeugendes Melodram begrenze arg die ehrenwerten Ansprüche. Tay Garnett habe jedoch geschickt gearbeitet, mit authentischem Hintergrund und einer Schwarzweiß-Kamera, die die Atmosphäre widerspiegele. Der knackige Schnitt halte die Action in einem interessanten Tempo.

## Hintergrund
Der Film erschien am 17. Juni 1960 in Deutschland. Der in Irland gedrehte Film erschien in den USA unter dem Titel The Night Fighters.
T. P. McKenna gab hier mit einer kleinen Rolle sein Leinwanddebüt.